# Нотр Дам у пламену
Нотр Дам у пламену (фр. Notre-Dame brûle) француско-италијански је филм катастрофе из 2022. године који се темељи на пожару у катедрали Нотр Дам који се десио 15. априла 2019. године. Редитељ филма је Жан-Жак Ано, који је написао сценарио са Томасом Бидгеном.
Нотр Дам у пламену је објављен 16. марта 2022. у Француској и 28. марта у Италији. Blitz Film & Video Distribucija је објавио филм 21. априла 2022. у биоскопе у Србији.

## Радња
Чувена катедрала Нотр Дам у Паризу запалила се 15. априла 2019. године. Саборна црква је до тада била најпосећенији историјски споменик у Европи, а изузетна храброст ватрогасаца, полицајаца и градских званичника спасила је вредна уметничка дела и реликвије. Једна од, пре свега духовних, вредности која је сачувана у том огњу је трнова круна Исуса Христа, реликвија која се од 13. века чува у париској катедрали.